# Małgorzata Glinka
Pour les articles homonymes, voir Glinka (homonymie).
Małgorzata Glinka est une ancienne joueuse de volley-ball polonaise née le 30 septembre 1978 à Varsovie. Elle mesure 1,91 m et jouait au poste de réceptionneuse-attaquante. Elle a totalisé 286 sélections en équipe de Pologne. Elle a mis un terme à sa carrière de volleyeuse professionnelle en 2015.

## Clubs
| Club                 | De        | À         |
| -------------------- | --------- | --------- |
| Skra Varsovie        | 1993-1994 | 1995-1996 |
| Dick Black Andrychów | 1996-1997 | 1997-1998 |
| Augusto Kalisz       | 1998-1999 | 1998-1999 |
| Volley Vicenza       | 1999-2000 | 2002-2003 |
| Asystel Novara       | 2003-2004 | 2004-2005 |
| RC Cannes            | 2005-2006 | 2005-2006 |
| CAV Murcia 2005      | 2006-2007 | 2007-2008 |
| VB Günes Sigorta     | 2010-2011 | 2012-2013 |
| PSPS Chemik Police   | 2013-2014 | 2014-2015 |

## Palmarès

### Équipe nationale
- Championnat d'Europe
  - Vainqueur : 2003, 2005.

### Clubs
- Ligue des champions
  - Vainqueur : 2011, 2013.
- Top Teams Cup
  - Vainqueur : 2007.
- Coupe de la CEV
  - Vainqueur : 2001.
- Coupe d'Italie
  - Vainqueur : 2004.
- Supercoupe d'Italie
  - Vainqueur : 2001, 2003.
- Championnat de France
  - Vainqueur : 2006.
- Coupe de France
  - Vainqueur : 2006.
- Championnat d'Espagne
  - Vainqueur : 2007, 2008.
- Coupe d'Espagne
  - Vainqueur : 2007, 2008.
- Championnat de Turquie
  - Vainqueur : 2013.
- Coupe de Turquie
  - Vainqueur : 2013.
- Championnat de Pologne
  - Vainqueur : 2014, 2015.
- Coupe de Pologne
  - Vainqueur : 1997, 2014.
  - Finaliste : 2015.
- Supercoupe de Pologne
  - Vainqueur : 2014.

### Distinctions individuelles
- Championnat d'Europe de volley-ball féminin 2003: Meilleure marqueuse et MVP.
- Coupe du monde de volley-ball féminin 2003: Meilleure marqueuse et MVP.
- Championnat d'Europe de volley-ball féminin 2007: Meilleure attaquante[2].
- Ligue des champions de volley-ball féminin 2010-2011: MVP.